# Knud Heinrichsen
Knud eller Knut Heinrichsen (født 3. april 1923 i Helsinki, Finland, død 20. august 1969 i Helsinki) var en dansk/finsk ishockeyspiller som vandt det finske mesterskab 1943 med Kronohagens Idrottsförening i Helsinki, hvor han spillede 1942-1946. Han blev senere opdrætter af travheste
og KIFs formand i 1967-1968.
Knud Heinrichsens far Christian Marius Henrichsen (1883-1937) var dansker født i Asminderød i Danmark, moderen Josefiina Johantytär Kolanen (1885-1962) var finlandssvensker.